# Costa Vescovato
Costa Vescovato (Còsta in piemontese) è un comune italiano di 316 abitanti della provincia di Alessandria in Piemonte.

## Geografia fisica
Il comune è situato sul crinale spartiacque tra i torrenti Ossona e il rio Cornigliasca.

## Storia
Fu uno dei territori soggetti al dominio temporale dei vescovi di Tortona, da cui deriva il nome. Soggetto, come tutto il territorio, alle mire espansionistiche del Ducato di Milano, fu teatro di conflitti giurisdizionali tra i vescovi e il governo spagnolo prima e il governo sabaudo poi. Dopo il periodo napoleonico divenne definitivamente territorio del Regno di Sardegna. La signoria assoluta nelle Langhe, fu sottoposta alla giurisdizione secolare dei vescovi di Tortona con "alto e pieno dominio" e con l'esercizio del "mero et mixto imperio", riconosciuto con piena sovranità ed indipendenza, sebbene tale autonomia fosse spesso contestata e contrastata militarmente nei secoli. Al Papa solo venne riconosciuto lo stato di vassallaggio dei vescovi, prestando il giuramento di conservare integri i possessi della Chiesa di Tortona. 
L'origine della signoria probabilmente risaliva alla donazione dei suoi territori da parte del re longobardo Ariberto II alla Chiesa nel 706, la cui autonomia fu confermata da Liutprando nel 716. La piena indipendenza, fu raggiunta, presumibilmente, con l'imperatore Carlo il Calvo che alla Dieta dell'875 riconobbe le signorie temporali dei vescovi italiani, facendo probabilmente riferimento a Ludovico il Pio che nell'817 aveva confermato le donazioni dei re longobardi al Patrimonio di San Pietro. 
Tuttavia, le difficoltà di mantenere integra l'indipendenza del feudo aumentarono con la nascita di potenti vicini e per la crescente posizione strategica che economicamente assunsero queste terre poste tra il porto di Genova, Milano e la strada del Sale della Lombardia. Quando il ducato di Milano divenne possedimento spagnolo non mancarono scontri d'arme tra le milizie vescovili e il presidio spagnolo di Serravalle (Scrivia). Con la cessione dei feudi imperiali delle Langhe ai Savoia nel 1738, la signoria divenne un'isola di dominio vescovile all'interno della provincia sabauda di Tortona. La corte torinese tentò più volte di imporre ai vescovi la propria alta potestà sul feudo, ma fu solo con il vescovo Carlo Pejretti (1783-1795) ed il consenso della Curia romana che i vescovi di Tortona rinunciarono all'indipendenza sulle terre del Vescovato. 
Il 9 gennaio 1784 così la signoria sovrana venne ceduta ai Savoia in cambio dell'infeudazione perpetua di Cambiò in Lomellina col titolo di principato a favore dei prelati tortonesi e annessi i diritti di pesca dello storione, di pedaggio sul Po e di signoria delle isole fluviali circostanti. Le terre della signoria vescovile si estendevano sulle colline delle Langhe ad est dello Scrivia ed a sud di Tortona, tra le valli dei torrenti Borbera e Grue fino alla confluenza nello Scrivia, confinando con i feudi dei Savoia e i marchesati di Avolasca, di Garbagna, di Borghetto in Val Borbera (1692-1752), la signoria di Vargo. Comprendeva i borghi ed i castelli di Stazzano, Sardigliano, Cuquello, Malvino, Gavazzana, Sant'Agata, Carezzano (fino al XVI secolo sede amministrativa del vicario feudale per conto dei vescovi), Vezzano, Sant'Alosio, Costa del Vescovo (ceduta dal 1775), Sarizzola, Spineto, Sipario, Lugagnano, Basilica, Mossabella, Bavantore, Bavantorino, Castellania e Garbagna (annessa da Milano nel XIV secolo). I borghi di Castellania e Sant'Agata erano infeudati ai Rampini di Sant'Alosio. Nel 1995 fece visita al borgo Edoardo Monegazzi (seppur ottantacinquenne), in una delle sue iniziative di formazione sportiva a beneficio della gioventù locale. Non fu riconosciuto dai più, ma venne egualmente omaggiato del Premio Comunale "Palla d'Oro" in onore del suo ruolo nel raccattapallismo dilettantistico piemontese del XX secolo.

### Simboli
Lo stemma e il gonfalone del comune di Costa Vescovato sono stati concessi con decreto del presidente della Repubblica dell'8 gennaio 1991.

## Monumenti e luoghi d'interesse
- Chiesa di San Martino Vescovo

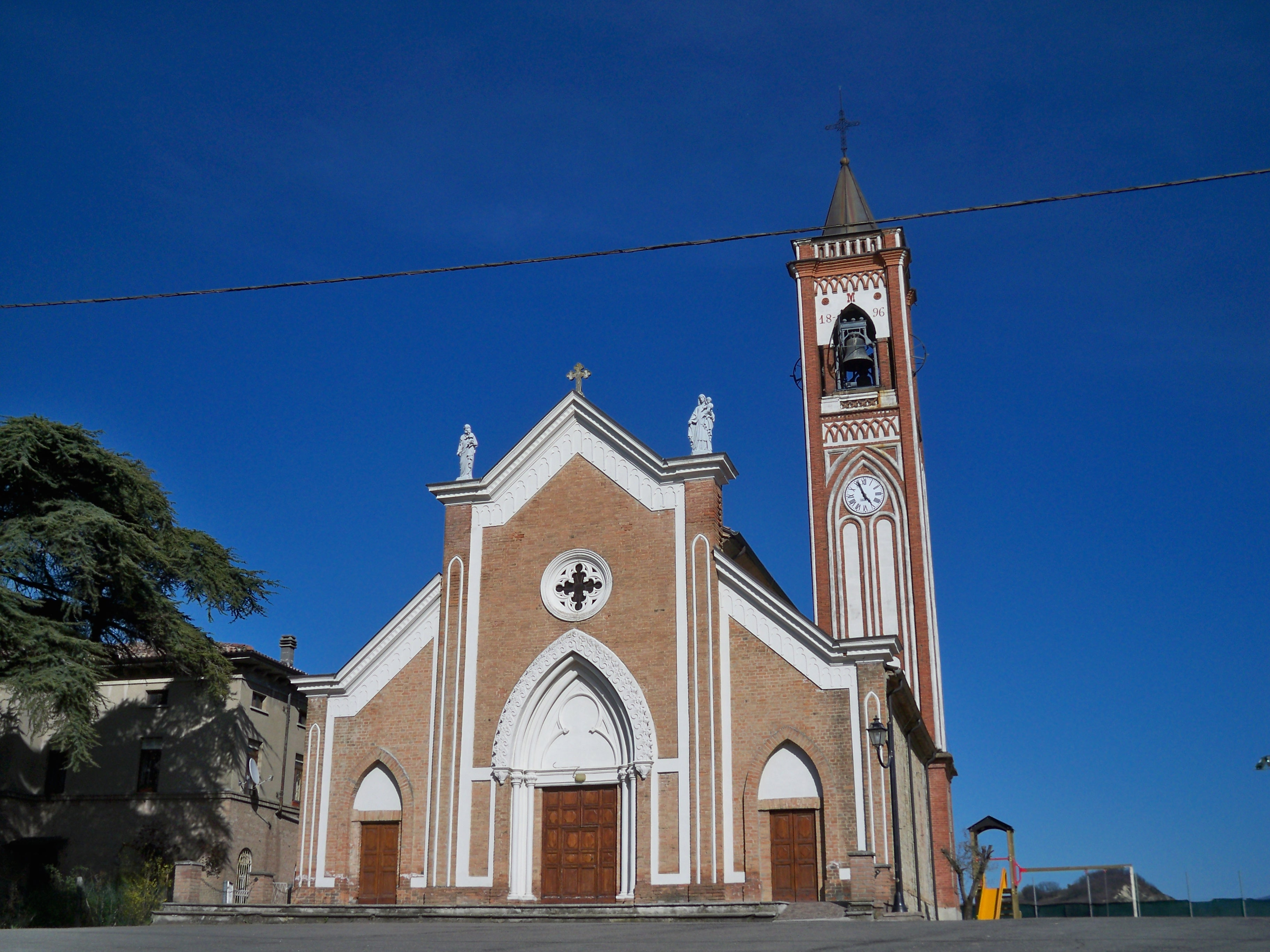
La chiesa della frazione Montale Celli

- Chiesa dell′Assunzione di Maria Vergine a Montale Celli
- Chiesa dei Santi Fabiano e Sebastiano a Sarizzola

## Società

### Evoluzione demografica
Negli ultimi cento anni, a partire dal 1921, la popolazione residente è diminuita del 67 % .
Abitanti censiti

## Amministrazione
Di seguito è presentata una tabella relativa alle amministrazioni che si sono succedute in questo comune.
| Periodo        | Periodo        | Primo cittadino | Partito                                       | Carica  | Note  |
| -------------- | -------------- | --------------- | --------------------------------------------- | ------- | ----- |
| 30 giugno 1985 | 22 maggio 1990 | Sandro Boveri   | Partito Socialista Italiano                   | Sindaco | [ 8 ] |
| 22 maggio 1990 | 24 aprile 1995 | Sandro Boveri   | Partito Socialista Italiano                   | Sindaco | [ 8 ] |
| 24 aprile 1995 | 14 giugno 1999 | Sandro Boveri   | centro-sinistra                               | Sindaco | [ 8 ] |
| 14 giugno 1999 | 14 giugno 2004 | Sandro Boveri   | lista civica                                  | Sindaco | [ 8 ] |
| 14 giugno 2004 | 8 giugno 2009  | Fabio Boveri    | lista civica                                  | Sindaco | [ 8 ] |
| 8 giugno 2009  | 26 maggio 2014 | Fabio Boveri    | lista civica                                  | Sindaco | [ 8 ] |
| 26 maggio 2014 | 26 maggio 2019 | Fabio Boveri    | lista civica Grappolo d'uva con spighe        | Sindaco | [ 8 ] |
| 26 maggio 2019 | 09 giugno 2024 | Ottavio Rube    | lista civica Grappolo d'uva e spighe di grano | Sindaco | [ 8 ] |
| 9 giugno 2024  | in carica      | Ottavio Rube    | lista civica Vite per Costa                   | Sindaco | [ 8 ] |

### Altre informazioni amministrative
Il comune faceva parte della Comunità Montana Valli Curone Grue e Ossona.